# Mitsuaki Kanno
Mitsuaki Kanno (jap. 菅野 光亮, Kanno Mitsuaki; * 10. Juli 1939; † 15. August 1983) war ein japanischer Jazzpianist, Arrangeur und Filmkomponist.

## Leben und Wirken
Mitsuaki Kanno nahm 1970 das Album Shisendo No Aki auf (erschienen 1973 auf Victor Japan) und arbeitete in den 1970er-Jahren mit der Sängerin Yoshiko Kimura, an deren Plattensession in Los Angeles (Memories, 1977) er als Arrangeur beteiligt war. 1978 spielte er für RCA in Triobesetzung mit Isoo Fukui (Bass) und Michio Noguchi (Schlagzeug) sein Album When the World Was Young (Shisendo No Aki) ein. 1979 begleitete er mit seinem Trio (Isoo Fukui und Michio Noguchi) den Saxophonisten Gary Foster (A Beautiful Friendship). 1981 legte er bei Atlantic das Album A la fin d’hiver vor. In den frühen 1980er-Jahren arbeitete er noch mit Toshio Mori & His Blue Coats (A Song of Don Quixote). Im Bereich des Jazz war er von 1977 bis 1980 an fünf Aufnahmesessions beteiligt,. unter anderem für Alben von Takako Ueno und Yoshiko Kimura. In den 1970er- und 1980er-Jahren schrieb er neben Kammermusik (auch für Hōzan Yamamoto) eine Reihe von Filmmusiken für Fernseh- und Spielfilme von Kôji Chino, Hideo Gosha, Shôgorô Nishimura, Yoshitarô Nomura und Sôkichi Tomimoto. 1983 war er für den Japanese Academy Award/Beste Musik nominiert.

## Diskographische Hinweise
- Shisendo No Aki (Victor, 1973), mit Yasutoshi Inamori, Junichi Mitobe, Yasushi Mitsui, Osamu Oyama, Hiroyuki Yamakawa, Tomoya Haneo, Shizuo Hashimoto, Masanobu Asakura
- Suna no Utsuwa (Soundtrack von Zerbrechliches Schicksal, Polydor, 1974)
- Busho (BMG, 2007)